# Kanton Boos
Der Kanton Boos war bis 2015 ein französischer Wahlkreis im Arrondissement Rouen, im Département Seine-Maritime und in der Region Haute-Normandie; sein Hauptort war Boos. Vertreter im Generalrat des Départements war zuletzt von 1998 bis 2015 Philippe Leroy (NC). 
Der Kanton Boos war 108,31 km² groß und hatte (2006) 36.538 Einwohner, was einer Bevölkerungsdichte von 337 Einwohnern pro km² entsprach. Er lag im Mittel auf 148 Meter über dem Meeresspiegel, zwischen 2 m in Les Authieux-sur-le-Port-Saint-Ouen und 162 m in Le Mesnil-Esnard. 

## Gemeinden
Der Kanton bestand aus 15 Gemeinden:
| Gemeinde                            | Einwohner Jahr | Fläche km² | Bevölkerungsdichte | Code INSEE | Postleitzahl |
| ----------------------------------- | -------------- | ---------- | ------------------ | ---------- | ------------ |
| Amfreville-la-Mi-Voie               | 3.250 (2013)   | 3,89       | 835 Einw./km²      | 76005      | 76920        |
| Les Authieux-sur-le-Port-Saint-Ouen | 1.229 (2013)   | 4,53       | 271 Einw./km²      | 76039      | 76520        |
| Belbeuf                             | 1.966 (2013)   | 6,56       | 300 Einw./km²      | 76069      | 76240        |
| Bonsecours                          | 6.484 (2013)   | 3,76       | 1724 Einw./km²     | 76103      | 76240        |
| Boos                                | 3.376 (2013)   | 14,03      | 241 Einw./km²      | 76116      | 76520        |
| Fresne-le-Plan                      | 633 (2013)     | 6,88       | 92 Einw./km²       | 76285      | 76520        |
| Gouy                                | 803 (2013)     | 4,97       | 162 Einw./km²      | 76313      | 76520        |
| Le Mesnil-Esnard                    | 7.698 (2013)   | 5,07       | 1518 Einw./km²     | 76429      | 76240        |
| Mesnil-Raoul                        | 903 (2013)     | 6,76       | 134 Einw./km²      | 76434      | 76520        |
| Montmain                            | 1.437 (2013)   | 6,04       | 238 Einw./km²      | 76448      | 76520        |
| La Neuville-Chant-d’Oisel           | 2.263 (2013)   | 21,83      | 104 Einw./km²      | 76464      | 76520        |
| Franqueville-Saint-Pierre           | 6.135 (2013)   | 8,56       | 717 Einw./km²      | 76475      | 76520        |
| Quévreville-la-Poterie              | 952 (2013)     | 4,68       | 203 Einw./km²      | 76514      | 76520        |
| Saint-Aubin-Celloville              | 951 (2013)     | 6,72       | 142 Einw./km²      | 76558      | 76520        |
| Ymare                               | 1.158 (2013)   | 4,03       | 287 Einw./km²      | 76753      | 76520        |

## Bevölkerungsentwicklung
| 1962   | 1968   | 1975   | 1982   | 1990   | 1999   | 2006   | 2011   |
| ------ | ------ | ------ | ------ | ------ | ------ | ------ | ------ |
| 14.701 | 16.371 | 21.066 | 26.524 | 32.348 | 35.567 | 36.538 | 38.304 |